# Barlen Vyapoory
Paramasivum Pillay Vyapoory, dit Barlen Vyapoory, né en 1945, est un homme d'État mauricien, vice-président de la république de Maurice de 2016 à 2019. Après la démission d'Ameenah Gurib-Fakim, il occupe à partir 23 mars 2018 le poste de président de la république de Maurice par intérim jusqu'à sa propre démission le 26 novembre 2019.

## Biographie
Barlen Vyapoory est membre du Mouvement socialiste militant (MSM). Il a précédemment occupé le poste de haut-commissaire de la République de Maurice en Afrique du Sud.

### Présidence de la République
En mars 2018, le quotidien L'Express publie des documents bancaires démontrant que la présidente Ameenah Gurib-Fakim a utilisé à des fins personnelles une carte bancaire qui lui a été remise par Planet Earth Institute, ONG dont le président, le milliardaire angolais Álvaro Sobrinho, est poursuivi au Portugal et en Suisse pour détournement de fonds. Le 9 mars, le Premier ministre Pravind Jugnauth annonce à la presse que la présidente Gurib-Fakim démissionnera de ses fonctions peu après les célébrations du 50e anniversaire de l'indépendance du 12 mars et avant la rentrée parlementaire fixée à la fin du mois et que, en sa qualité de vice-président, Barlen Vyapoory assurera l'intérim à la tête de l'État. Toutefois, le 14 mars, Ameenah Gurib-Fakim annonce qu’elle reste à son poste et se dit déterminée à se défendre devant la justice. Finalement, Gurib-Fakim présente sa démission le 17 mars avec effet le 23 mars et Vyapoory en sa qualité de vice-président assure l'intérim à la tête de l'État.
Il démissionne le 26 novembre 2019 et est remplacé par le président de la Cour suprême, Eddy Balancy.